# Sammy & Jack

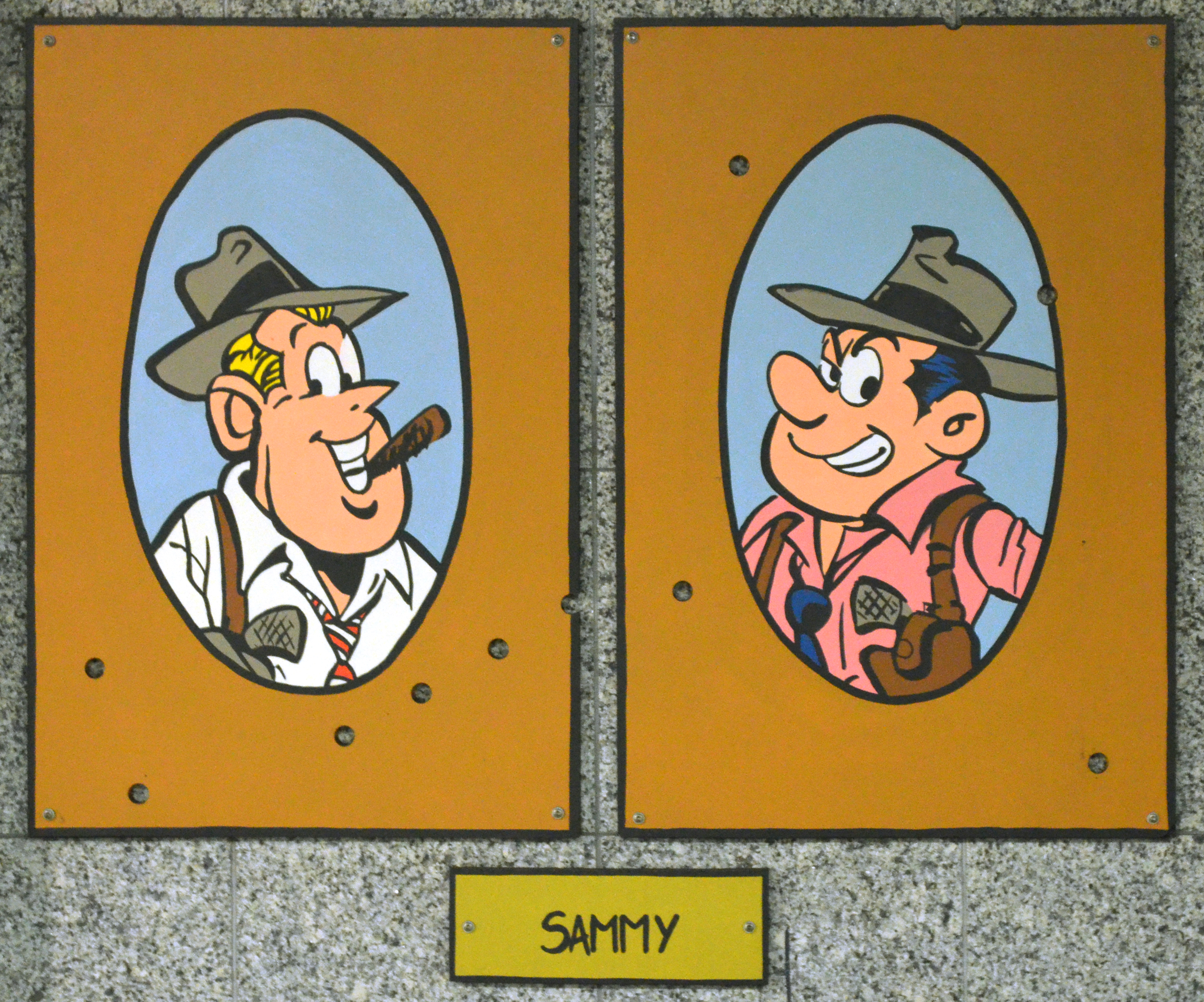
Jack Attaway und Sammy Day

Sammy & Jack (Originaltitel Sammy) ist eine frankobelgische Funny-Comicserie von Raoul Cauvin (Szenario) und Arthur Berckmans (Berck, Zeichnungen). Ab Band 32 (La B.A. des Gorilles) bis zum Ende der Serie mit Band 40 übernahm Jean-Pol (Jean-Paul van den Broeck) die Zeichnungen.
Die Serie spielt um 1930 in den Vereinigten Staaten, teilweise zur Zeit der Prohibition, und verfolgt die Abenteuer von zwei „Gorillas“, also Leibwächtern für schwierige Aufgaben, namens Jack Attaway und Sammy Day.

## Hintergrund
Berck hatte zuvor bereits an den Serien Strapontin (dt. Kasimir, ab 1958) und Rataplan (dt. Timmi Tambour, ab 1961) gearbeitet, war vor allem aber ein erfolgreicher Werbezeichner. Cauvin dagegen stand noch relativ am Anfang seiner Karriere, hatte 1968 mit Louis Salvérius Die blauen Boys und 1969 zusammen mit Mazel die Serie Caline und Calebasse entwickelt.
Berck, der bisher beim Tintin-Verlag Le Lombard tätig war, fühlte sich nicht mehr ausreichend wertgeschätzt und wollte 1968 für das konkurrierende Magazin Spirou eine neue Serie entwickeln, die in den 1920er spielen sollte. Der Spirou-Chefredakteur Yvan Delporte und der Comicautor Raymond Macherot schrieben für ihn die kurzlebige Serie Mulligan, die um 1933 angesetzt ist. Berck war jedoch mit dem Handlungsverlauf nicht zufrieden. Nach dem Wechsel des Redakteursposten von Delporte zu Thierry Martens wurde Mulligan eingestellt und Berck erhielt die Chance, mit Cauvin einen Neuanfang zu machen. Obwohl die neue Serie, ursprünglich unter dem Titel Jack Attaway & Sammy Day veröffentlicht, nicht Bercks Vorstellungen einer seriösen Detektivgeschichte entsprach, entwickelte sie sich zu einem Erfolg. Ein Problem gab es in der Anfangszeit jedoch noch mit der französischen Zensurkommission, die Gewalt und Schusswaffengebrauch in Comics kritisch sah – was schließlich sogar zu einem Verkaufsverbot führte.

## Veröffentlichung
Die Serie erschien ab 1970 zunächst mit kürzeren Geschichten im Spirou-Magazin des Verlages Dupuis. Bald darauf folgten albenlange Geschichten. Deutschsprachige Veröffentlichungen gab es zunächst beim Kauka-Verlag im Comicmagazin Primo, Fix & Foxi oder im Taschenbuch Super-Spass. Der Carlsen Verlag brachte ab 1988 zehn Alben heraus, Salleck in den Jahren 2003/2004 zwei weitere. Im Jahr 2022 startete eine auf 10 Bände angelegte Gesamtausgabe mit umfangreichem Hintergrundmaterial im Verlag Kult Comics, basierend auf der niederländischen „Integraal“-Veröffentlichung.

## Geschichten
| Titel                            | Erstveröffentlichung in Spirou | Album (Dupuis) | deutsche VÖ |
| -------------------------------- | ------------------------------ | -------------- | --- |
| La Samba des Gorilles            | 1970                           | 11             | Ein Gorilla für die Spitzmaus (Primo, 1973) Heulers Belohnung (Fix & Foxi, 1984) Die Gorillas tanzen Samba (Gesamtausgabe 1, 2022)                                                                                                   |
| Des mômes et des Gorilles        | 1970                           | 11             | Gorillas, Gören und Ganoven (Primo, 1973) Millionen für die Muffig-Töchter (Fix & Foxi, 1984) Babys und Gorillas (Gesamtausgabe 1, 2022)                                                                                             |
| Bons vieux pour les Gorilles     | 1970                           | 1              | Opas – Made in Chicago (Primo, 1973) Toller Tanz im Altenheim (in: Sammy & Jack 1, Das Duell der Blechbüchsen, Carlsen 1988) Gorillas und alte Gauner (Gesamtausgabe 1, 2022)                                                        |
| Gorilles et spaghetti            | 1971                           | 4              | Die Ratte reißt aus (Primo, 1973) Eine alte Rechnung (in: Sammy & Jack 4, Der Kampf der Riesenbabys, Carlsen 1990) Gorillas und Spaghetti (Gesamtausgabe 1, 2022)                                                                    |
| Gorilles et robots               | 1972                           | 1              | Rummel um zwei Roboter (Primo, 1973) Duell der Blechbüchsen (in: Sammy & Jack 1, Das Duell der Blechbüchsen, Carlsen 1988) Gorillas und Roboter (Gesamtausgabe 1, 2022)                                                              |
| Les Gorilles marquent des poings | 1972                           | 4              | Blaue Augen – blaue Bohnen (Primo, 1974) Schwere Jungs und Fußballfieber (Fix & Foxi, 1984) Der Kampf der Riesenbabys (in: Sammy & Jack 4, Der Kampf der Riesenbabys, Carlsen 1990) Die Gorillas schlagen zu (Gesamtausgabe 1, 2022) |
| Rhum row                         | 1972–1973                      | 2              | Die Schnaps-Schaukel (Super-Spass 70, 1974) Sammy & Jack 2, Heißer Schnaps und blaue Bohnen, Carlsen 1989 Rum Row (Gesamtausgabe 1, 2022)                                                                                            |
| El Presidente                    | 1973                           | 3              | Gorillas für El Presidente (Primo, 1974) Nieder mit El Presidente (Super-Spass 92, 1977) Sammy & Jack 3, Guerilleros und Gorillas, Carlsen 1989 El Presidente (Gesamtausgabe 2, 2022)                                                |
| Le Gorille à huit pattes         | 1974                           | 5              | Gorillas mit acht Beinen (Primo, 1974) Grüße von der Vogelspinne (Super-Spass 90, 1977) Sammy & Jack 5, 3 gegen die Mafia, Carlsen 1990 Die Gorillas gegen die Mafia (Gesamtausgabe 2, 2022)                                         |
| Le Gorilles font les fous        | 1974                           | 6              | Knarren-Karl im Kugelhagel (Super-Spass 89, 1977) Sammy & Jack 6, Pulverdampf im Irrenhaus, Carlsen 1991 Die Gorillas spielen verrückt (Gesamtausgabe 2, 2022)                                                                       |
| Le Gorilles et le roi Dollar     | 1975                           | 8              | König Dollar schafft sie alle (Fix & Foxi, 1984) Sammy & Jack 8, Geld regiert die Welt, Carlsen 1992 Die Gorillas und König Dollar (Gesamtausgabe 2, 2022)                                                                           |
| Les Gorilles au pensionnat       | 1975                           | 7              | Immer Ärger mit den Miezen (Fix & Foxi, 1983) Sammy & Jack 7, Kein Pardon im Pensionat, Carlsen Die Gorillas im Pensionat (Gesamtausgabe 3, 2023)                                                                                    |
| Les Pétroleurs du désert         | 1976                           | 9              | Heißer Wüstensand (Fix & Foxi, 1983) Sammy & Jack 9, Kein Feuer ohne Rauch, Carlsen Ölsucher in der Wüste (Gesamtausgabe 3, 2023) |
| Nuit blanche pour les Gorilles   | 1976                           | 10             | Eine lange Nacht für den Ballerservice (Fix & Foxi, 1985) Sammy & Jack 10, Die Nacht der Vampire, Carlsen 1993 Eine schlaflose Nacht für die Gorillas (Gesamtausgabe 3, 2023)                                                        |
| L'Élixir de jeunesse             | 1977                           | 12             | Das Geheimnis des Franco Nirosta (Fix & Foxi, 1983) Das Jugendelixier (Gesamtausgabe 3, 2023) |
| Le Grand Frisson                 | 1978                           | 13             | Ein eiskalter Auftrag (Fix & Foxi, 1983) Das große Bibbern (Gesamtausgabe 4, 2023) |
| Les Gorilles marquent un but     | 1980                           | 14             | Die Gorillas machen ein Tor (Gesamtausgabe 4, 2023) |
| Les Gorilles à Hollywood         | 1980                           | 15             | Der unbequeme Doppelgänger (Fix & Foxi, 1985) Die Gorillas in Hollywood (Gesamtausgabe 4, 2023) |
| Ku-Klux-Klan                     | 1981                           | 16             | Ku-Klux-Klan (Gesamtausgabe 4, 2023) |
| Les Bébés flingueurs             | 1983                           | 17             | Die Killerbabys (Fix & Foxi, 1986) Die Killer-Babys (Gesamtausgabe 5, 2024) |
| Panique au Vatican               | 1983                           | 18             | Panik im Vatikan (Fix & Foxi, 1986) Panik im Vatikan (Gesamtausgabe 5, 2024) |
| Ma Attaway                       | 1984                           | 20             | Ma Attaway (Gesamtausgabe 5, 2024) |
| En piste, les Gorilles !         | 1985                           | 19             | Manege frei für den Ballerservice (Fix & Foxi, 1986) Gorillas in der Manege (Gesamtausgabe 5, 2024) |
| Miss Kay                         | 1986                           | 21             | Die Schnaps-Lady (Fix & Foxi, 1986) |
| L'Homme qui venait de l'au-delà  | 1986                           | 22             | Grüße aus dem Jenseits (Fix & Foxi, 1989) |
| La Diva                          | 1987                           | 23             | |
| Du rififi dans les nuages        | 1988                           | 24             | |
| Le Mandarin                      | 1989                           | 25             | |
| Crash à Wall Street              | 1989                           | 26             | |
| Les Gorilles ont du chien        | 1990                           | 27             | |
| Cigarettes et Whisky             | 1991                           | 28             | |
| Des gorilles et des folles       | 1992                           | 29             | |
| Les Gorilles portent jupon       | 1993                           | 30             | |
| Alcool aux pruneaux              | 1994                           | 31             | |
| La B.A. des Gorilles             | 1995                           | 32             | Sammy & Jack 32, Zwei Gorillas und ein Scheinheiliger, Salleck 2003 |
| Un Gorille en cage               | 1996                           | 33             | Sammy & Jack 33, Ein Gorilla im Käfig, Salleck 2004 |
| Mae West                         | 1997                           | 34             | |
| Les Gorilles mènent la danse     | 1999                           | 35             | |
| Papy Day                         | 2000                           | 36             | |
| Lady “O”                         | 2002                           | 37             | |
| Deux Gorilles à Paris            | 2003                           | 38             | |
| Pépée flingueuse                 | 2005                           | 39             | |
| Boy                              | 2009                           | 40             | |